# Кірсановка (Большереченський район)
Кірсановка (рос. Кирсановка) — присілок у Большереченському районі Омської області Російської Федерації.
Муніципальне утворення — Шипіцинське сільське поселення. Населення становить 253 особи.

## Історія
Згідно із законом від 30 липня 2004 року входить до складу муніципального утворення Шипіцинське сільське поселення.

## Населення
| 1926 | 2002 | 2010 |
| ---- | ---- | ---- |
| 853  | ↘332 | ↘253 |